# Vasile Damian
Vasile (Basiliu Remus) Damian (n. 6 martie 1855, Zlatna – d. 10 iunie 1919, Brad) a fost protopop al Zarandului, director al Gimnaziului greco-ortodox Brad între 1884–1891 și deputat în Dieta de la Budapesta între 1905–1918.

## Studii
S-a născut ca fiu al preotului Gheorghe Damian  din Zlatna, fost tribun în oastea lui Avram Iancu. A urmat școala elementară în localitatea natală (1862–1866), clasele I–IV de gimnaziu la Brad (1866–1870) și clasele V–VIII la Gimnaziul romano-catolic din Alba Iulia (1870–1874), Seminarul Teologic și Pedagogic „Andreian” din Sibiu (1874–1877), iar între 1978–1881 a studiat filosofia la Universitatea din Viena, pe care a absolvit-o cu calificativul „summa cum laude”. La Viena a fost secretar și apoi președinte al societății România Jună.

## Activitate
În 1881, după terminarea studiilor, a fost încadrat ca profesor la gimnaziul din Brad, unde a predat religie și matematică. În 1884 a devenit protopresbiterul tractului Zarand, implicit director al gimnaziului. În 1891 a renunțat la funcția de director al gimnaziului și la activitatea de profesor, fiind ocupat cu fondarea Băncii „Crișana” din Brad, al cărei director a devenit. A fost președinte al Reuniunii învățătorilor din Zarand, a administrat Fondul școlar (ca președinte), a fost membru în Reprezentanța comunală, asesor consistorial, reorganizator al Despărțământului Brad al ASTREI, președinte al Institutului de Credit „Grănițerul” din Dobra. În perioada 1904–1907 a revenit ca profesor al gimnaziului din Brad. Între 1911–1913 s-a preocupat de noul local al gimnaziului, făcând, împreună cu dr. Nicolae Robu, dr. Nerva Oncu, dr. Ioan Damian, și Aron Roman demersuri către mitropolitul Ioan Mețianu.

## Activitatea politică
A făcut parte din Partidul Național Român, fiind adept al activismului. La 26–27 ianuarie 1905, prin votul zărăndenilor a fost ales deputat de Orăștie în parlamentul de la Budapesta cu 2811 voturi, devansând candidatul guvernamental Imre Hollaki, care a primit doar 745 de voturi. La următoarele legislaturi a fost reales fără a avea contracandidat, fiind deputat până în 1918. Ca deputat, alături de Ștefan Cicio Pop, Roman Ciorogariu și Ioan Lupaș, a refuzat să semneze actul de loialitate către monarhia austro-ungară cerut de prim-ministrul Ungariei, contele Ștefan Tisza. La 1 decembrie 1918 a fost ales în Marele Sfat Național Român.